# Долар (Бюст Свободи)
Долар (Бюст Свободи) — крупна срібна монета США. Дизайн монети було розроблено у 1804 році. Срібний долар 1804 року «Draped Bust» — один з найрідкісніших і найпопулярніший з усіх американських монет, попри те, що жодного з них не було зроблено до 1834 року, а декілька навіть були зроблені через багато років. «Срібний долар 1804» — ще одна з загадок історії американських монет.

## Історія
Статистика монетного двору 1804 року показує, що цього року було випущено 19 570 срібних доларів, але нумізмати вважають, що всі вони були датовані 1803 роком. Багато фактів[яких?] вказують, що перші срібні долари з написом «1804» були випущені приблизно в 1834 році. Жодна з них не призначалася для вільного обігу. А викарбувані вони були на замовлення державного департаменту для дипломатичних цілей. Пізніші перевипуски були зроблені після 1857. Існують три класи срібних доларів 1804 року. Монети класу I були зроблені приблизно в 1834 році — у них всіх є оформлений гурт і практично плоский перший лист оливкової гілки на реверсі. Клас II був зроблений після 1857 року — у єдиного відомого примірника гурт без напису. Долари класу III були зроблені також після 1857 року — у всіх цих монет гурт з написом і об'ємний перший лист оливкової гілки на реверсі. На цей час[коли?] відомі вісім монет I класу, одна в класі II, і шість класу III.

### Срібний долар 1804 року
11 листопада 1834 року державним департаментом було зроблено замовлення Монетному двору на виготовлення двох наборів, які складаються з «екземплярів кожного виду, що знаходяться у використанні, з золота, срібла і міді» для подання Королю Сіаму (сучасний Таїланд) і Імаму Маската (сучасний Оман). Чому цієї честі були удостоєні саме ці два правителі — тема для здогадів. Також незрозуміло, чому в набори було вирішено включити монети у 10 доларів, хоча ні золотих, ні срібних монет такого номіналу в 1834 році в обігу не було. Можливо це було зроблено, щоб представити весь ряд доларових номіналів. Спеціальний Агент Едмунд Робертс поставив один набір монет, що містить срібний долар 1804 року Саїду бен Султану, імаму Маската. Набір був у темно-червоній марокканській скриньці й був частиною дипломатичного подарунка, у відповідь на лева і левицю, подаровану Вашингтонського зоопарку Маскатом. Срібний долар 1804 з колекції імама Маскату перебуває сьогодні в Сполучених Штатах, але ніхто не може пояснити, як він був повернутий назад з Маската. Імовірно це — монета Маската, однак ніхто не зміг простежити її місцезнаходження до 1879 року. На запит, зроблений у Маскат і Оман в 1990-их дилером монети Стівеном Олбумом була отримана відповідь, що колекція монет імама Маската не інвентаризувалася і сьогодні знаходиться в картонних коробках, на полиці позаду столу одного з міністрів. Ні в кого, з ким говорив Олбум, не виникло інтересу перевірити, чи є срібний долар 1804 серед монет в цьому «безпечному сховищі».
Знаменитий срібний долар короля Сіаму знаходиться в подібній ситуації. 4 квітня 1836 року Державний департамент представив монету Королю Сіаму Рамі III. Згідно з нумізматичними легендами, монета зрештою була подарована Ганні Леонауенс, знаменитій Ганні з книги «Анна і король» Маргарет Лендон. Згодом монета імовірно продовжує перебувати у родичів Леонауенс, поки на початку 1960-х її отримує компанія Spink & Son Ltd. Але знову ж таки немає ніякої документації, щоб підтвердити, що це дійсно монета з Таїланду (Сіам). Сьогодні у Таїланду є національний нумізматичний музей в Бангкоку. На запит, чи є в музеї або тайській Скарбниці срібний долар 1804, відповіді не послідувало.
Існує три «класи» срібних доларів 1804 року, визнаних сьогодні колекціонерами. Перший клас — монети, випущені в 1834 році за завданням Державного департаменту США. Достовірно відомі вісім примірників монет цього класу, але, можливо їх 10, якщо в Таїланді та Маскаті таки існують свої монети. Випуск монет класу II був «таємною» роботою, включаючи інші перевипуски, вироблені незаконно на Монетному дворі протягом 1858-го його службовцям Теодором Екфелдтом. Незаконно викарбувані монети були продані через Монтровілла В. Дікезона, якому належав магазин у Філадельфії. Як тільки були виявлені незаконно викарбувані монети, Директор Монетного двору Джеймс Росс Сноуден зажадав їхнього пошуку і повернення. Всі перевипуски Класу II були повернуті (наскільки відомо). Ці монети відрізняються гуртом (бічним краєм) без написів. Єдиний примірник був збережений для колекції Монетного двору і знаходиться тепер в колекції Смітсонівського університету. Примірники Класу III — подальші перевипуски, вироблені в 1859 і 1860 роках. Відповідальний за ці монети був все той же Екфелдт. Хоча у цих монет є відмінності з класом II. Гурт, що існував на доларах Класу I, був зроблений і на примірниках Класу III, оскільки в той час вилучалися і полювання йшли за монетами Класу II, а один з колекціонерів, якому належали долари класу I організував додатковий пошук і знищення монет, випущених шахраєм, кілька монет таки збереглися у колекціонерів. Станом на 2024 рік про вісім монет Класу I, одну монету Класу II та шість монет Класу III.

### І клас
Попри назву, ці монети були створені не раніше 1834 року. Монети Класу I мають напис на краях, але не мають слідів іржі.
| Class I Specimens                                          | Class I Specimens                                                                  | Class I Specimens |
| Фото                                                       | Назва                                                                              | Примітки |
| ---------------------------------------------------------- | ---------------------------------------------------------------------------------- | --- |
|                                                            | Монетний двір США                                                                  | Retained for the US Mint collection; transferred to the Smithsonian Institution as a part of the National Coin Collection.                      |
|                                                            | Колекція Стікні - Еліасберга                                                       | |
| Файл:1804 Silver Dollar - Class I - Cohen-ANA Specimen.jpg | Колекція Коена - ANA (Американська нумізматична асоціація)                         | Stolen in 1967 from Willis DuPont; recovered in 1993. Currently displayed at the American Numismatic Association Museum in Colorado Springs.    |
|                                                            | Колекція Міклі - Ріда Хоуна                                                        | Obtained by Joseph J. Mickley. Sold at auction for $3,725,000 by Heritage Auction Galleries, May 2008, as part of the Queller Family Collection |
|                                                            | Колекція Пармелі - Байрона Ріда                                                    | Once owned by Byron Reed; now in the custody of the Durham Western Heritage Museum of Omaha. ICG Proof-64.                                      |
|                                                            | Колекція Декстера                                                                  | |
|                                                            | Колекція Уоттерс-Чайлдса, (монета продана 30 серпня 1999 за 4.14 мільйона доларів) | Believed to have come from the Sultan of Muscat's proof set. Graded PCGS Proof-68.                                                              |
|                                                            | Колекція Короля Сіаму                                                              | Part of the King of Siam Proof Set; «Brilliant Gem Proof» Graded PCGS PR-67.                                                                    |

### II клас
Клас II має гладкі краї.
| Class II Specimen | Class II Specimen | Class II Specimen |
| Фото              | Назва             | Примітки |
| ----------------- | ----------------- | --- |
|                   | Монетний двір США | Specimen was retained for the US Mint collection after seizure of other specimens minted illegally. Now part of the National Coin Collection held by the Smithsonian Institution. |

### III клас
Монети Класу III мають напис на краях і сліди іржі. 
| Class III Specimens                                      | Class III Specimens | Class III Specimens                                                        |
| Фото                                                     | Назва | Примітки                                                                   |
| -------------------------------------------------------- | --- | -------------------------------------------------------------------------- |
|                                                          | Колекція Берга - Гаррета |                                                                            |
|                                                          | Колекція Адамса - Картера | Sold at auction for $2.3 million by Heritage Auction Galleries, April 2009 |
|                                                          | Колекція Девіса - Вольфсона |                                                                            |
|                                                          | Колекція Ліндермана - Дюпонт, в даний час експонується в штаб-квартирі Американської нумізматичної асоціації 5. Колекція Розенталь - ANS | On display at the headquarters of the American Numismatic Association.     |
|                                                          | Колекція Розенталя - ANS | On display at the headquarters of the American Numismatic Society.         |
| Файл:1804 Silver Dollar - Class III - Idler Specimen.jpg | Колекція Айдлер - Бібі, в даний час експонується в штаб-квартирі Американської нумізматичної асоціації                                   | Displayed at American Numismatic Association headquarters.                 |

## Джерело
- Нумізматичний сайт [Архівовано 5 березня 2016 у Wayback Machine.]